# Chuí (ort i Brasilien, Santa Vitória do Palmar)
Chuí är en ort i Brasilien.   Den ligger i kommunen Santa Vitória do Palmar och delstaten Rio Grande do Sul, i den södra delen av landet, 2 100 km söder om huvudstaden Brasília. Chuí ligger 14 meter över havet och antalet invånare är 370.
Terrängen runt Chuí är mycket platt. Havet är nära Chuí åt sydost. Trakten är glest befolkad. Närmaste större samhälle är Chuí, 8,2 km nordväst om Chuí.
Trakten runt Chuí består i huvudsak av gräsmarker.